# Эдвардс, Генри
Генри Эдвардс (англ. Henry Edwards; 27 августа 1827, Англия — 9 июня 1891, Нью-Йорк) — американский актёр, писатель и энтомолог.

## Биография
Родился 27 августа 1827, Brook House, Росс-он-Уай, Херефордшир, Англия. Годы молодости провёл в Австралии. С 1865 года около 12 лет жил и работал в Сан-Франциско (Калифорния, США). В 1868–1869 годах Эдвардс управлял театром Metropolitan Theater, и был членом-основателем театральной компании California Theatre, который открылся в январе 1869. Также Эдвардс был одним из основателей и первым вице-президентом Bohemian Club, а в 1873–1875 годах дважды служил его президентом. Всё свободное время Эдвардс посвящал изучению насекомых и много времени проводил в California Academy of Sciences, исследуя бабочек под руководством Ганса Германа Бера, академического куратора Lepidoptera. Избранный членом академии в 1867 году, он сконцентрировался на описании строения и условий обитания бабочек тихоокеанского побережья Северной Америки от Британской Колумбии до южной Калифорнии. В июне 1871 года Эдвардс посетил в Yosemite Valley знаменитого американского натуралиста Джона Мьюра. Позднее он назовёт в честь него новый вид бабочек. В 1873 году Эдвардс стал куратором энтомологического отделения Калифорнийской академии и начал службу в издательском комитете по организации журнала Proceedings of the California Academy of Sciences.
В конце 1878 года Эдвардс начал службу в театральной компании в Бостоне. Во время переписи населения США 1880 года Эдвардс назвал себя рожденным в Англии актёром, живущим с женой-англичанкой и китайским слугой. В 1886 году Эдвардс дал интервью еженедельному театральному журналу The Theatre (Нью-Йорк), в котором его назвали необычайно популярным и гениальным.

## Научные труды
Эдвардс описал множество новых для науки видов бабочек из семейств Theclinae, Nymphalidae, Papilionidae и Lycaenidae. Наиболее крупный вклад он внёс в изучение и описание чешуекрылых Северной Америки (включая Мексику): Arctiidae, Bombycidae, Hepialidae, Sesiidae, Noctuidae, Sphingidae, Lasiocampidae, Dalceridae, Dysderidae, Geometridae, Pyralidae, Saturniidae, Thyatiridae, Urodidae и Zygaenidae. Некоторые из новых видов он называл женскими именами персонажей пьес Уильяма Шекспира, таких как Офелия (из Гамлета), Гермия из комедии Сон в летнюю ночь, и Дездемона из Отелло. Например, Эдвардс собрал, классифицировал и описал виды бабочек-совок Catocala ophelia, Catocala hermia в 1880 году, и Catocala desdemona в 1882 году.